# ولند
وُلند ( روسی: Воланд، ت. «Voland») یک شخصیت خیالی در رمان مرشد و مارگاریتا نوشته میخائیل بولگاکف نویسنده روسی (شوروی) است که بین سال‌های ۱۹۲۸ و ۱۹۴۰ نوشته شده است. وُلند یک شخص خارجی و استاد اسرارآمیز است که داستان سفر او به مسکو را به تصویر می‌کشد و دنیا را زیر و رو می‌کند.
همراهان اهریمنی او، که شامل جادوگران، سوکوبی‌ها و یک گربه‌نمای غول‌پیکر و سخنگو می‌شوند، نقش او در داستان و این واقعیت که وُلند واژه‌ای آلمانی (اکنون منسوخ) برای شیطان یا روح پلید است، همگی نشان می‌دهند که او در حقیقت شیطان است. تفسیرهای بحث‌برانگیزتر، او را پطرس حواری می‌دانند (بر اساس سخن عیسی به پطرس: «دور شو از من، شیطان») یا حتی ظهور دوم مسیح.
ادوارد اریکسون استدلال می‌کند که وُلند در اصل «شیطان در الهیات ارتدوکس (به‌ویژه کلیسای ارتدوکس روسی) است [...] او هم وسوسه‌گر انسان‌هاست و هم ابزاری ناآگاه در جهت اجرای عدالت الهی، موجودی که وجود و قدرت خود را مدیون همان کسی است که با او مخالفت می‌کند.»
در خلق شخصیت وُلند، بولگاکف به‌شدت از چهرهٔ مفیستوفلس در فاوست گوته الهام گرفته است، که این ارتباط از طریق نقل‌قولی از این شعر در ابتدای رمان به‌وضوح بیان شده است. علاوه بر این، نام وُلند خود برگرفته از نامی است که در صحنهٔ شب والپورگیس، مفیستوفلس خود را با آن معرفی می‌کند: "اشراف‌زاده وُلند" (آلمانی: Junker Voland). دیگر اشارات به مفیستوفلس گوته شامل عصای وُلند با سر یک سگ پودل و لنگیدن او است. تأثیر دیگر بر وُلند، اپرای فاوست اثر شارل گونو است.